# John Y. Brown, Jr.
John Young Brown, Jr., född 28 december 1933 i Lexington, Kentucky, död 22 november 2022 i Lexington, Kentucky, var en amerikansk demokratisk politiker och affärsman. Han var Kentuckys guvernör 1979–1983.
Brown avlade juristexamen University of Kentucky och gjorde karriär i näringslivets tjänst. Som delägare i Kentucky Fried Chicken bidrog han till att snabbmatskedjan blev ett världskänt varumärke, till och med större än McDonald’s vid  tidpunkten som Brown sålde sin andel i KFC år 1971. Brown ville speciellt satsa på franchisingkedjans logotyp som föreställer grundaren Harland D. Sanders. Därefter var Brown ägare av NBA-laget Buffalo Braves som han sålde år 1978 i utbyte mot Boston Celtics. Browns tid som Celtics ägare blev kortvarig, eftersom han sålde laget redan 1979 i samband med att han ställde upp i guvernörsvalet i Kentucky.
Brown efterträdde 1979 Julian Carroll som guvernör och efterträddes 1983 av Martha Layne Collins. Han kandiderade utan framgång i demokraternas primärval inför guvernörsvalet 1987. Brown var gift med Phyllis George som var Miss America 1971.